# Girl (album de Pharrell Williams)
Pour les articles homonymes, voir Girl.
Albums de Pharrell Williams
In My Mind
(2006)
Singles
1. Happy
Sortie : 18 novembre 2013
2. Marilyn Monroe
Sortie : 10 mars 2014
3. Come Get It Bae
Sortie : 8 mai 2014
4. It Girl
Sortie : 30 septembre 2014
5. Hunter
Sortie : Octobre 2014
6. Gust Of Wind
Sortie : 7 octobre 2014

G I R L est le 2e album studio en solo du chanteur américain Pharrell Williams sorti le 3 mars 2014, près de huit ans après In My Mind en 2006. Cet album est un succès commercial :  Il a été certifié disque d'or par la Recording Industry Association of America pour avoir dépassé les 500 000 exemplaires aux États-Unis. Il a remporté le prix de "l'album contemporain urbain de l'année" lors de la  57e cérémonie des Grammy Awards en 2015. L'album a également reçu une nomination pour le prix de "l'album de l'année" lors de cette même cérémonie mais perd face à "Morning Phase" de Beck. La chanson "Happy" a quant à elle remporté le prix  de la "meilleure Performance Pop en solo".

## Historique
Le 17 décembre 2013, les médias annoncent que Pharrell a signé un contrat avec le label Columbia Records pour sortir un album en 2014. Rob Stringer, PDG du label, explique que c'est une année importante pour l'artiste après ses participations aux tubes de 2013 : Blurred Lines et Get Lucky.
Le 18 février 2014, une vidéo teaser est présentée sur Internet,.

## Pochette
La pochette montre Pharrell Williams en peignoir entouré de trois jeunes femmes. Quelque temps après la présentation de celle-ci, une polémique naît sur Internet car aucune femme noire n'y apparaît. Pharrell s'en défend malgré tout au micro de la radio américaine Power 105.1 lors de l’émission The Breakfast Club : « Tu sais, ce qui me déçoit vraiment mec, c’est qu’ils se sont jetés dessus. Parce que celle qui est à côté de moi est une noire. C’est une fille de couleur originaire du Wisconsin avec qui je suis sorti il y a 10 ou 12 ans. Et c’est vraiment nul que certaines personnes regardent juste une chose et pense savoir ce qui se passe. Et s’ils avaient pris le temps d’écouter l’album, ils auraient pu réaliser que c’est un poème destiné aux femmes, un point c’est tout ». De plus, il affirme vouloir supprimer les clichés qui imposent d'être blanche et mince pour être belle : « Cela veut dire que peu importe votre couleur, votre taille, vos origines, votre orientation sexuelle, je vous respecte en tant que femme parce que je sais que sans vous, personne ne serait là ». Il ajoute « Au début on dit qu'il n'y a pas de femme noire sur ma pochette, puis quand je vais prouver le contraire, on me dira que ces femmes sont trop claires....pourquoi se faire cette guerre entre nous, dans la même communauté ? Vous ne me demandez pas pourquoi il n'y a pas d'indienne ou de pakistanaise sur la pochette ? On ne les voit pas non plus et pourtant c'est une communauté ».

## Singles
L'album contient le single Happy, sorti le 18 novembre 2013 qui est à l'origine présent sur la bande originale du film d'animation Moi, moche et méchant 2, sorti à l'été 2013. Ce single est un succès planétaire et s'écoulera à plusieurs millions d'exemplaires dans le monde et obtient notamment un disque de diamant en France. Il est certifié 7x platine aux États-Unis pour 7 millions de copies vendues.
Le 2e single de l'album, Marilyn Monroe, est sorti le 10 mars 2014.
Le 3e single de l'album, Come Get It Bae, est sorti le 8 mai 2014.
Le 4e single de l'album, It Girl, est sorti le 30 septembre 2014.
Les derniers singles sortent début octobre : le 5e est Hunter et enfin le 6e, Gust Of Wind.

## Critiques
Sur l'agrégateur américain Metacritic, l'album récolte 67 % d'opinions favorables pour 21 % critiques. Reggie Ugwu du magazine américain Billboard parle d'un véritable « tour de force » de l'artiste, dans la lignée de ses récents succès. Michael Cragg de The Guardian écrit que c'est un « audacieux album-concept qui célèbre bien les femmes ». Sur AllMusic, Andy Kellman classe l'album 2e parmi toute la discographie de Pharrell Williams, y compris les albums de N.E.R.D.
Dans L'Express, Julien Bordier décrit un album « féministe, funky, dansant, groovy, accrocheur, dansant, fédérateur, sexy, festif, euphorisant, dansant... » qui est une sorte de Random Access Memories volume 2, en référence à l'album de Daft Punk sorti en 2013. Odile de Plas de Télérama écrit que le travail de Pharrell Williams évoque « Michael Jackson époque Off the Wall, ou Stevie Wonder époque Songs in the Key of Life et rappelle étonnamment Justified de Justin Timberlake ».
Dans Metronews, Amandine Rebourg remarque qu'il « s'agit ici d'un retour aux sources de ce qui a fait ce son, reconnaissable entre mille, celui qui vous fait dire “ça sonne Neptunes”, “ça c'est N*E*R*D” » bien que, selon elle, l'album « n'offre rien de réellement nouveau ».

## Liste des titres
| 1.    | Marilyn Monroe                          | Williams, Ann-Marie Calhoun        | 5:51 |
| 2.    | Brand New (featuring Justin Timberlake) | Williams                           | 4:31 |
| 3.    | Hunter                                  | Williams                           | 4:00 |
| 4.    | Gush                                    | Williams                           | 3:54 |
| 5.    | Happy                                   | Williams                           | 3:53 |
| 6.    | Come Get It Bae (featuring Miley Cyrus) | Williams, Cyrus                    | 3:21 |
| 7.    | Gust Of Wind (featuring Daft Punk)      | Williams, Homem-Christo, Bangalter | 4:45 |
| 8.    | Lost Queen (featuring JoJo)             | Williams                           | 7:56 |
| 9.    | Know Who You Are (duo avec Alicia Keys) | Williams, Augello-Cook             | 3:56 |
| 10.   | It Girl                                 | Williams                           | 4:47 |
| 46:54 |                                         |                                    |      |

## Clips vidéos
- Happy : 8 janvier 2014
- Marilyn Monroe : 23 avril 2014
- Come Get It Bae (featuring Miley Cyrus) : 23 juillet 2014
- It Girl : 30 septembre 2014
- Gust Of Wind (featuring Daft Punk) : 7 octobre 2014

## Classements hebdomadaires
| Classement (2014)                   | Meilleure position |
| ----------------------------------- | ------------------ |
| Allemagne (Media Control AG)        | 2                  |
| Australie (ARIA)                    | 1                  |
| Australie (Urban ARIA)              | 1                  |
| Autriche (Ö3 Austria Top 40)        | 4                  |
| Belgique (Flandre Ultratop)         | 1                  |
| Belgique (Wallonie Ultratop)        | 2                  |
| Canada (Canadian Albums)            | 2                  |
| Danemark (Tracklisten)              | 1                  |
| Écosse (OCC)                        | 1                  |
| Espagne (Promusicae)                | 6                  |
| États-Unis (Billboard 200)          | 2                  |
| États-Unis (Top R&B/Hip-Hop Albums) | 1                  |
| Finlande (Suomen virallinen lista)  | 7                  |
| France (SNEP)                       | 1                  |
| Hongrie (Mahasz)                    | 6                  |
| Italie (FIMI)                       | 1                  |
| Irlande (IRMA)                      | 3                  |
| Nouvelle-Zélande (RIANZ)            | 2                  |
| Norvège (VG-lista)                  | 1                  |
| Pays-Bas (Mega Album Top 100)       | 2                  |
| Pologne (ZPAV)                      | 3                  |
| Portugal (AFP)                      | 4                  |
| Royaume-Uni (UK Albums Chart)       | 1                  |
| Royaume-Uni (R&B Albums)            | 1                  |
| Suède (Sverigetopplistan)           | 2                  |
| Suisse (Schweizer Hitparade)        | 1                  |

## Historique de sortie
| Pays        | Date         | Format(s)                     | Label                             |
| ----------- | ------------ | ----------------------------- | --------------------------------- |
| Royaume-Uni | 3 mars 2014, | Téléchargement de musique, CD | Black Lot Music, Columbia Records |
| France      | 3 mars 2014, | CD                            | Columbia Records                  |

## Crédits
- Pharrell Williams – auteur-compositeur-interprète, producteur délégué
- Hans Zimmer – arrangement des cordes[48]
- Kelly Osbourne – chœurs ("Marilyn Monroe")[48]
- Justin Timberlake – chant ("Brand New")
- Timbaland – beatboxing ("Brand New")[48]
- Miley Cyrus – chant ("Come Get It Bae")
- Daft Punk – chœurs ("Gust of Wind")[48]
- Francesco – guitare électrique ("Gust of Wind")[48]
- JoJo – chant ("Freq")[8]
- Alicia Keys – chant ("Know Who You Are")
- Tori Kelly – chant[48]
- Leah LaBelle – chant[48]
- Reah Dummett – voix additionnelle[49]

## Certifications
| Pays                  | Certification | Unités certifiées |
| --------------------- | ------------- | ----------------- |
| Allemagne (BVMI)      | Or            | 100 000           |
| Australie (ARIA)      | Platine       | 70 000            |
| Canada (Music Canada) | 2 × Platine   | 160 000           |
| États-Unis (RIAA)     | Or            | 500 000           |
| Pays-Bas (NVPI)       | Or            | 25 000            |
| Pologne (ZPAV)        | Platine       | 20 000            |
| Royaume-Uni (BPI)     | Platine       | 300 000           |
| Suisse (IFPI)         | Or            | 10 000            |